# Туба (дерево)
Ту́ба (араб. طُوبَىٰ‎, т̣ӯба̄ — «блаженство»), в исламской эсхатологии — дерево, растущее в раю (джаннат).
Этот термин только один раз упоминается в Коране в контексте блаженства и не упоминается в качестве дерева. Единственный источник, который относит слово туба к дереву является хадис пророка Мухаммада.
Термин поражал воображение писателей на протяжении многих лет. Например, Яхья ас-Сухраварди разработал сюжет вокруг старой персидской мифологии и предполагает, что это действительно дерево в раю, на котором мифическая птица симург откладывает яйца. В 1449 году Мехмед Языджиоглу описал аналогичное райское дерево в своей рукописи под названием Мухаммедийе.
Священный город Туба в Сенегале назван так в честь райского дерева. Арабское женское имя Туба также происходит от названия дерева. Туба или Тугба, стало распространённым именем в Турции с 1970-х годов.